# Lijst van personen overleden in december 2019
Dit is een lijst van bekende personen die zijn overleden in december 2019.

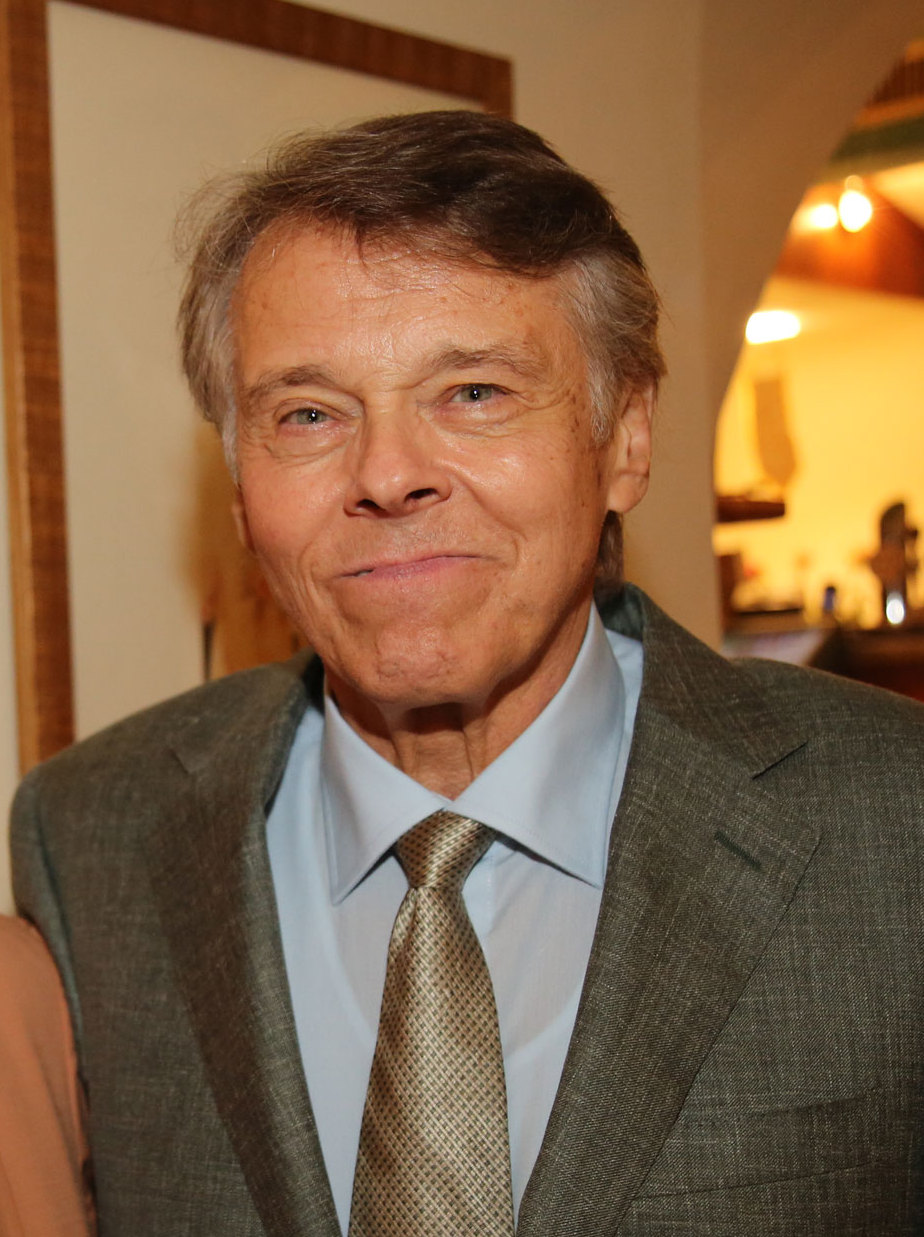
Mariss Jansons
1 december

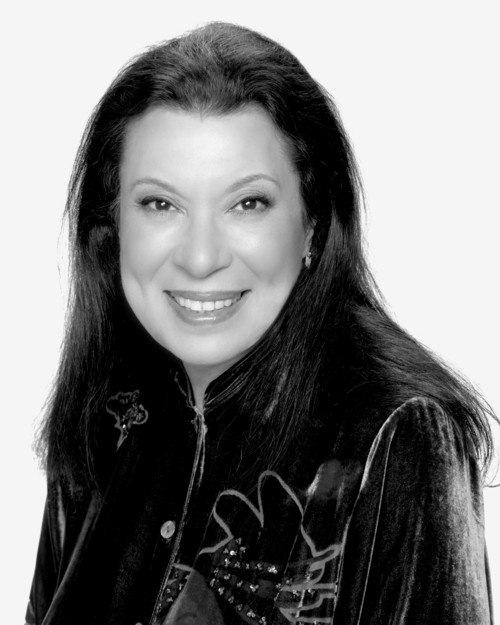
Shelley Morrison
1 december

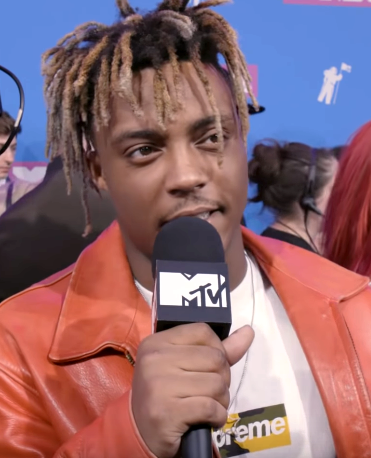
Juice WRLD
8 december

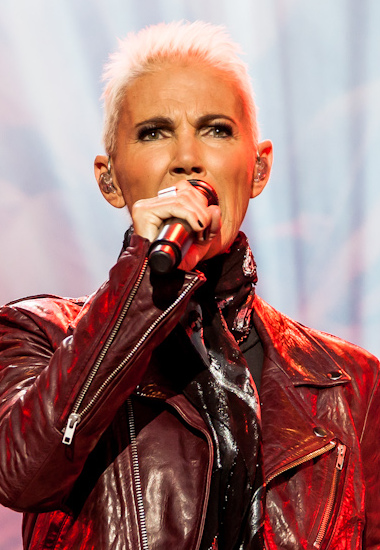
Marie Fredriksson
9 december

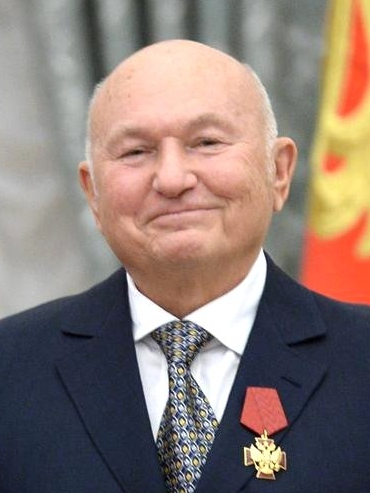
Joeri Loezjkov
10 december

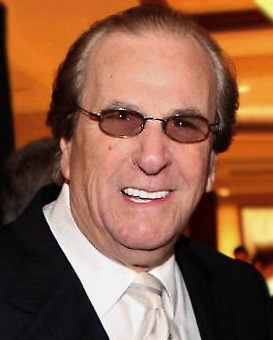
Danny Aiello
12 december

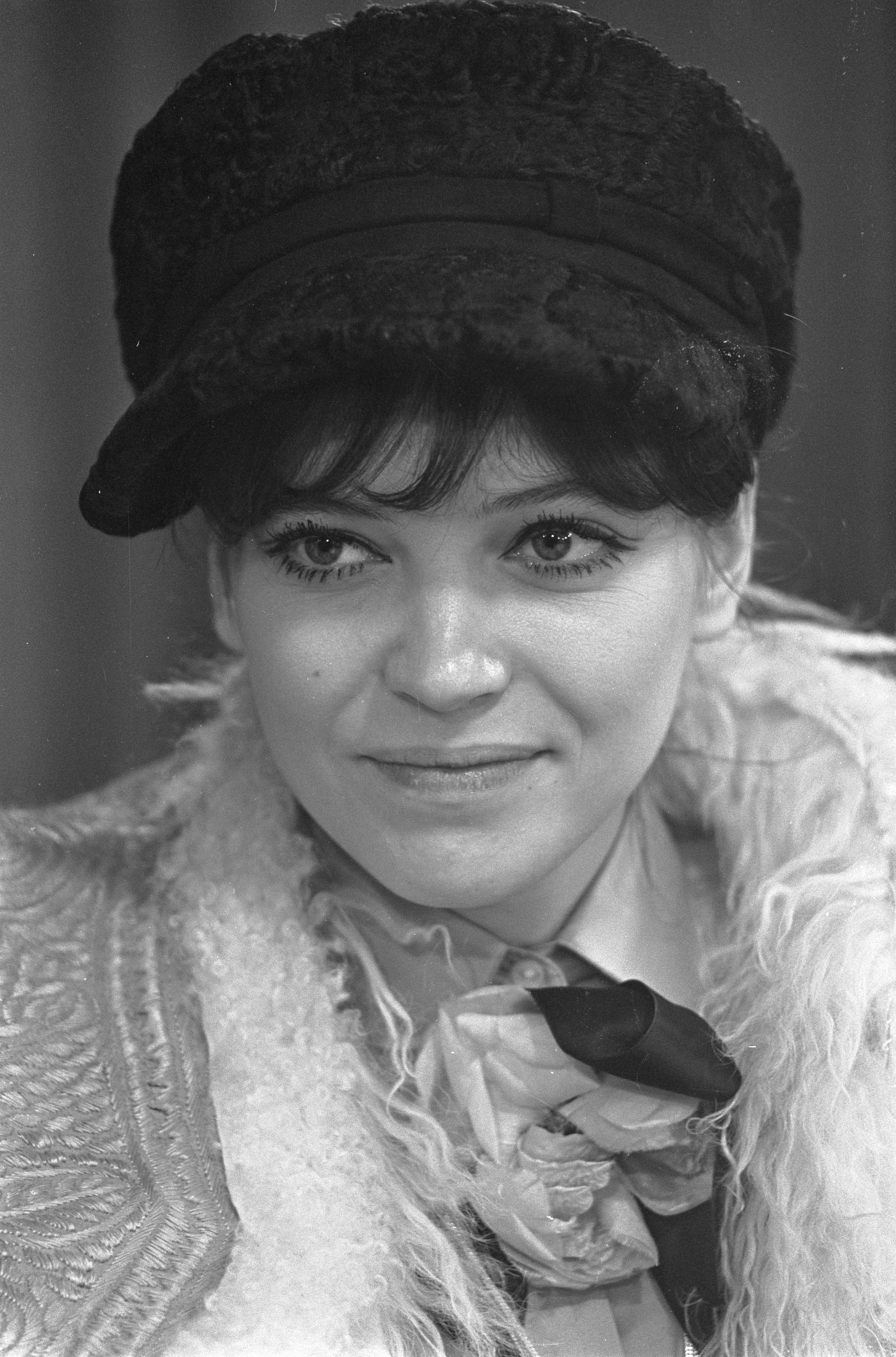
Anna Karina
14 december

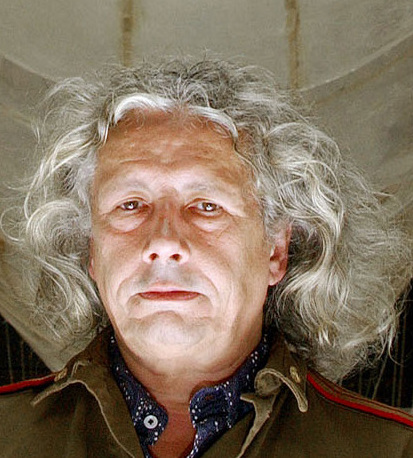
Panamarenko
14 december

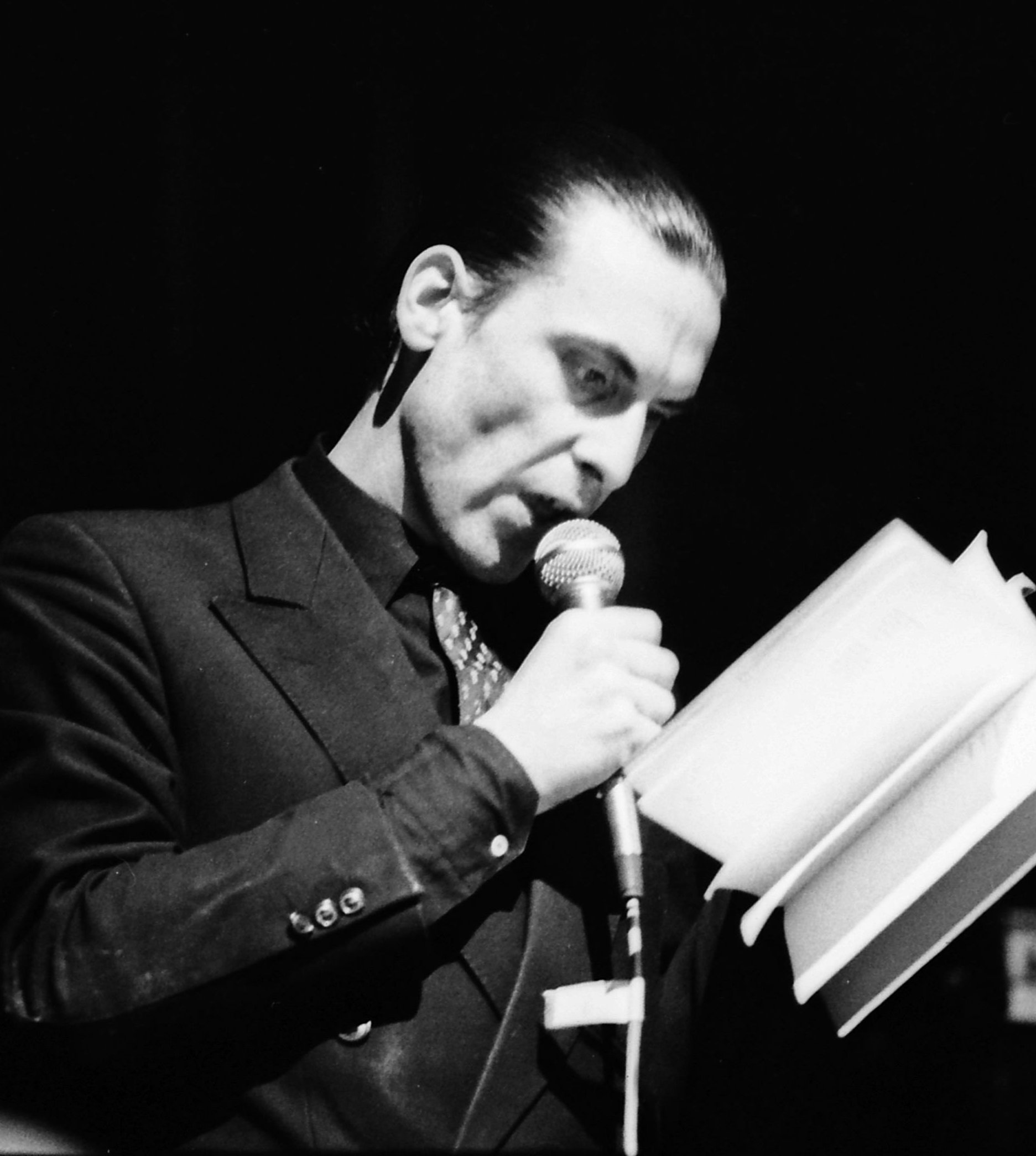
Jules Deelder
19 december

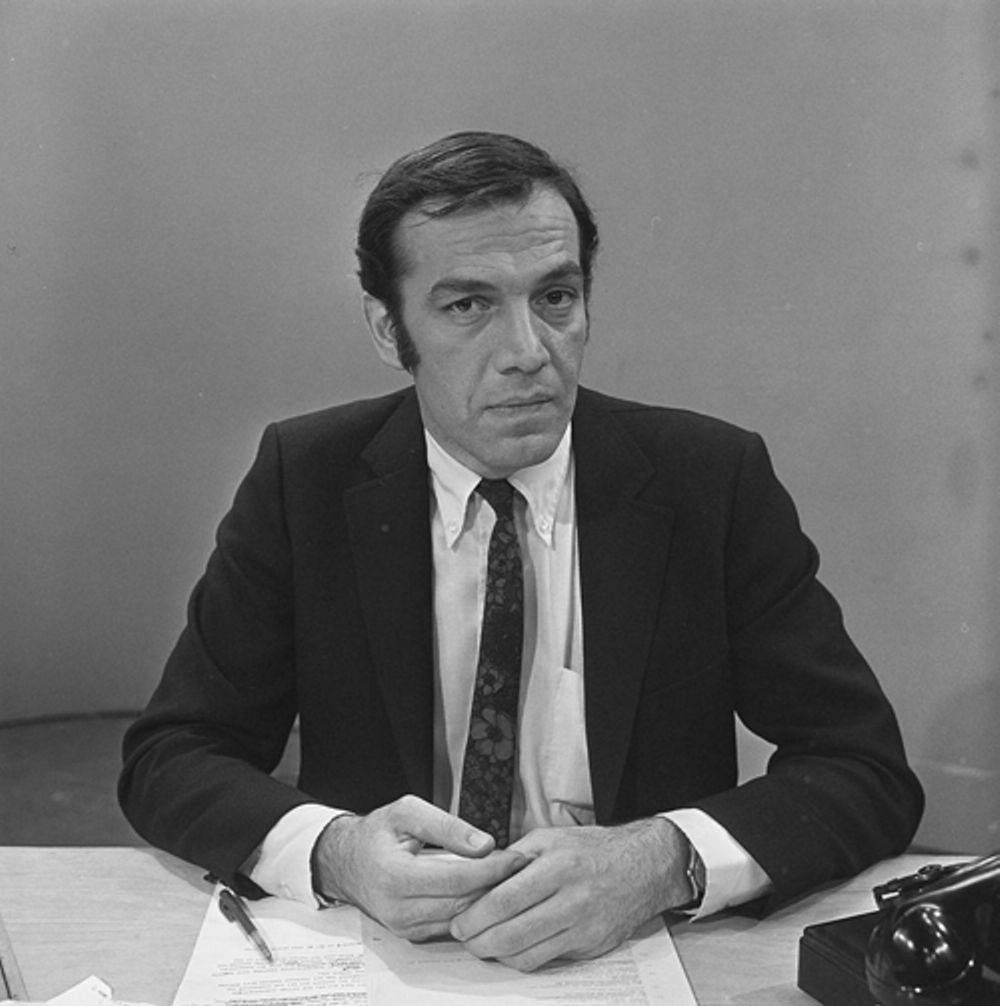
Hans Keller
19 december

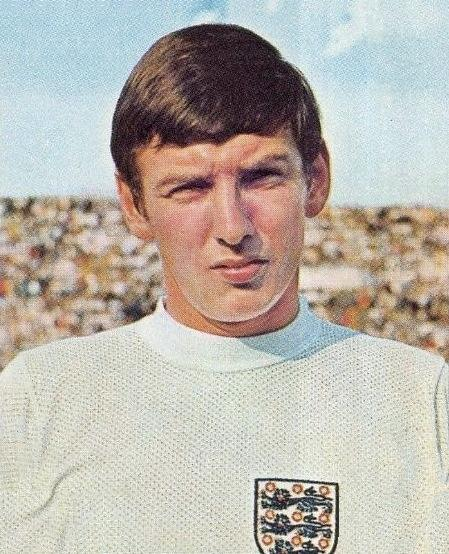
Martin Peters
21 december

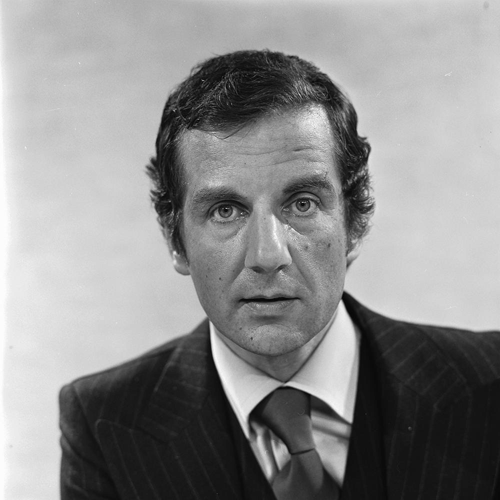
Fred Emmer
24 december

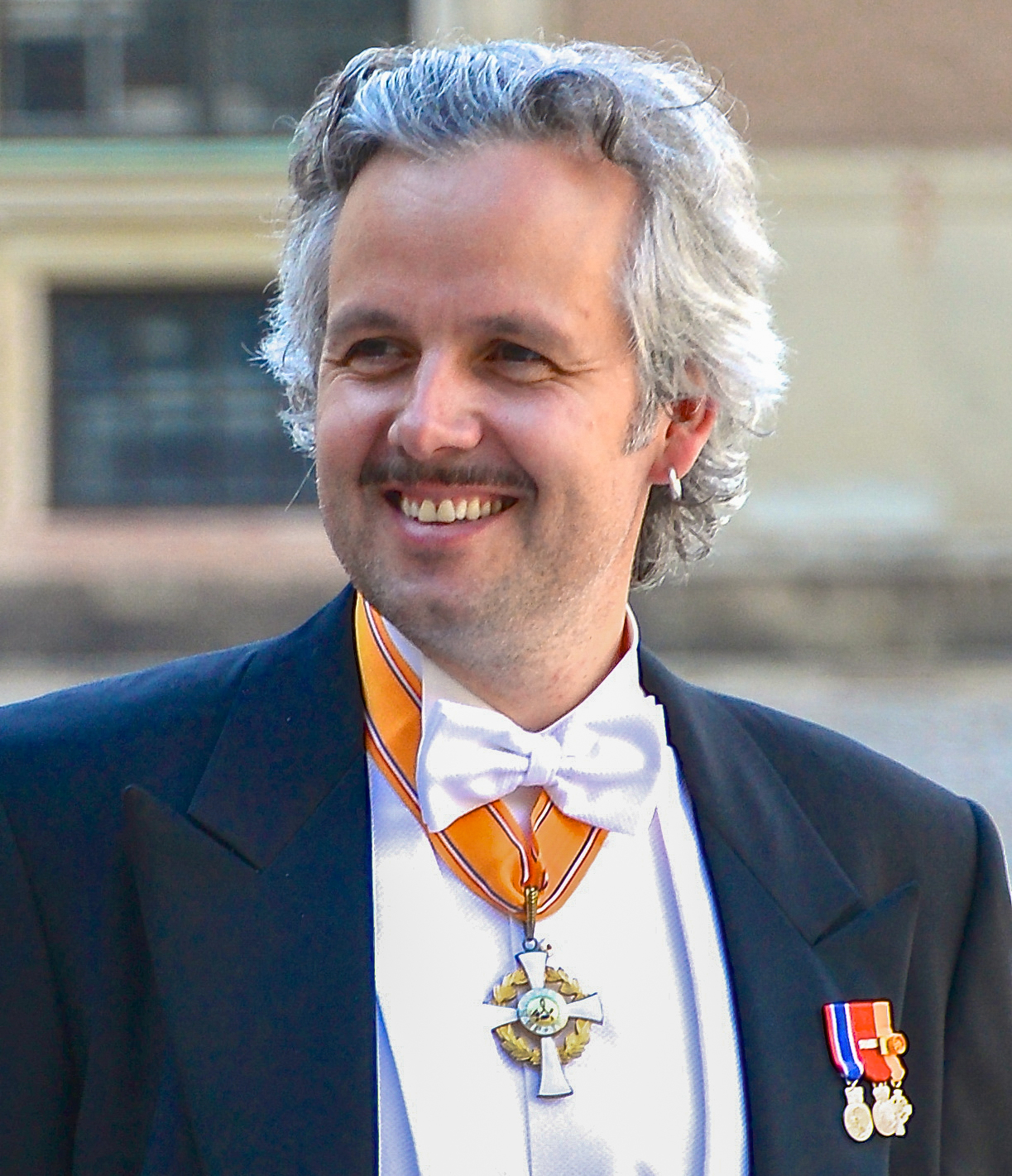
Ari Behn
25 december

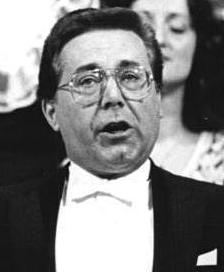
Peter Schreier
25 december

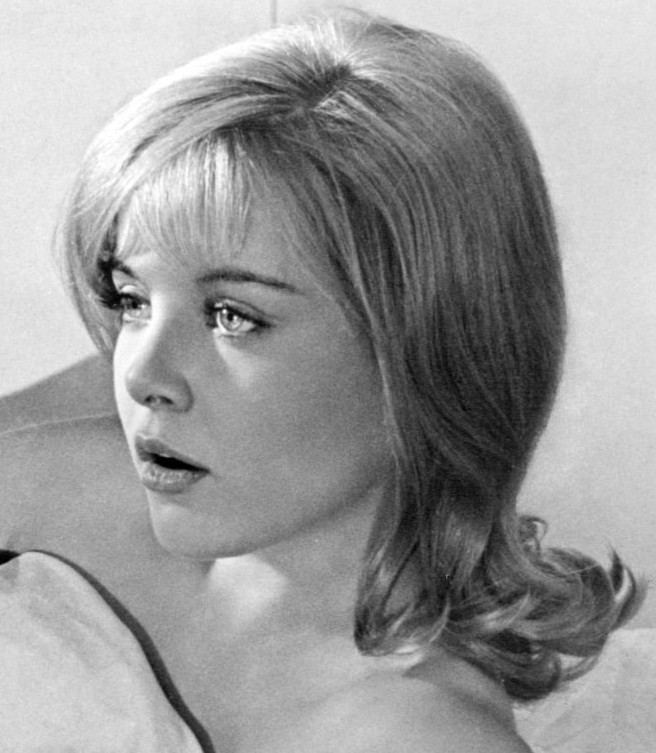
Sue Lyon
26 december

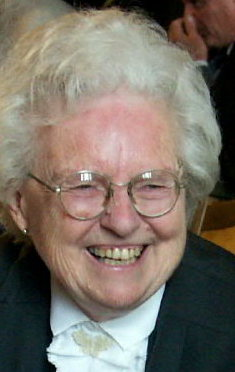
Erzsébet Szőnyi
28 december

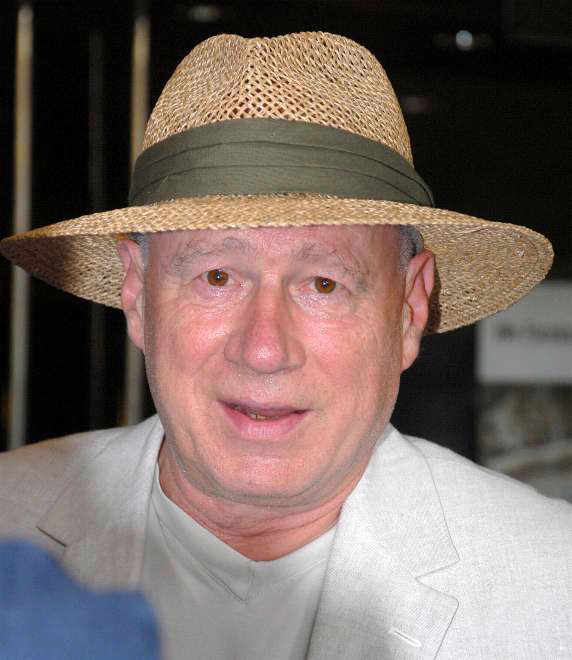
Neil Innes
29 december

| 1 | 2 | 3 | 4 | 5 | 6 | 7 | 8 | 9 | 10 | 11 | 12 | 13 | 14 | 15 | 16 | 17 | 18 | 19 | 20 | 21 | 22 | 23 | 24 | 25 | 26 | 27 | 28 | 29 | 30 | 31 |
| - | - | - | - | - | - | - | - | - | -- | -- | -- | -- | -- | -- | -- | -- | -- | -- | -- | -- | -- | -- | -- | -- | -- | -- | -- | -- | -- | -- |

### 1 december
- Henri Biancheri (87), Frans voetballer en sportmanager[1]
- Miguelina Cobián (77), Cubaans atlete[2]
- Pierre-Alain De Smedt (75), Belgisch bestuurder[3]
- Mariss Jansons (76), Lets dirigent[4]
- Shelley Morrison (83), Amerikaans actrice[5]

### 2 december
- Francesco Janich (82), Italiaans voetballer[6]
- Domenico Lenarduzzi (83), Belgisch-Italiaans ambtenaar[7]
- Robert K. Massie (90), Amerikaans historicus en auteur[8]
- Theo de Meester (93), Nederlands burgemeester[9]
- Johann Baptist Metz (91), Duits theoloog[10]

### 3 december
- André Daguin (84), Frans chef-kok[11]

### 4 december
- Leonard Goldberg (85), Amerikaans film- en televisieproducent[12]
- Tetsu Nakamura (73), Japans arts en hulpverlener[13]
- Ockie Oosthuizen (64), Zuid-Afrikaans rugbyspeler[14]
- Willy Vergison (88), Belgisch atleet[15]
- Peter van Walsum (85), Nederlands diplomaat[16]
- Moshé Zwarts (82), Nederlands architect[17]

### 5 december
- Pietro Brollo (86), Italiaans aartsbisschop[18]
- George Laurer (94), Amerikaans uitvinder[19]
- Natalie Trundy (79), Amerikaans actrice[20]
- Robert Walker (79), Amerikaans acteur[21]

### 6 december
- Iwan Fränkel (78), Surinaams-Nederlands voetballer en voetbalcoach[22]
- Piet Huijg (68), Nederlands voetballer[23]
- Ron Leibman (82), Amerikaans acteur en scenarioschrijver[24]
- Roger Muylle (99), Belgisch componist en dirigent[25]

### 7 december
- Reinhard Bonnke (79), Duits evangelist[26]
- Max van Gelder (95), Nederlands waterpolospeler[27]
- Meindert Schollema (69), Nederlands burgemeester[28]

### 8 december
- René Auberjonois (79), Amerikaans acteur[29]
- Juice WRLD (21), Amerikaans rapper[30]
- Caroll Spinney (85), Amerikaans poppenspeler[31]
- Paul Volcker (92), Amerikaans econoom[32]

### 9 december
- Marie Fredriksson (61), Zweeds popzangeres[33]
- Imre Varga (96), Hongaars kunstenaar[34]

### 10 december
- Albert Bertelsen (98), Deens kunstenaar[35]
- Joeri Loezjkov (83), Russisch politicus[36]
- Jan Pastoor (84), Nederlands politicus[37]

### 11 december
- David Bellamy (86), Brits botanicus, presentator en milieuactivist[38]
- William S. McFeely (89), Amerikaans auteur en historicus[39]
- Henry Ssentongo (83), Oegandees bisschop[40]
- Gerrit Greveling (60), Nederlands chef-kok[41]

### 12 december
- Danny Aiello (86), Amerikaans acteur[42]
- Jack Scott (83), Canadees zanger[43]
- Peter Snell (80), Nieuw-Zeelands atleet[44]

### 13 december
- Gerd Baltus (87), Duits acteur[45]
- Lawrence Bittaker (79), Amerikaans seriemoordenaar[46]
- Benur Pashayan (60), Armeens worstelaar[47]
- Emil Richards (87), Amerikaans slagwerker[48]
- Alfons Sweeck (83), Belgisch wielrenner[49]
- Philip Osondu (48), Nigeriaans voetballer[50]

### 14 december
- Anna Karina (79), Deens-Frans actrice en zangeres[51]
- Panamarenko (79), Belgisch beeldend kunstenaar[52]
- Moondog Rex (69), Amerikaans worstelaar[53]
- Robert Terwindt (79), Nederlands schilder[54]
- Erwin Verheijen (78), Nederlands fotograaf en beeldend kunstenaar[55]

### 15 december
- Wim Couwenberg (93), Nederlands rechtsgeleerde[56]
- Nicky Henson (74), Brits acteur[57]
- Gérard van Heur (95), Nederlands burgemeester[58]
- Monique Leyrac (91), Canadees zangeres en actrice[59]
- Chuck Peddle (82), Amerikaans elektrotechnicus[60]

### 16 december
- Mama Cax (30), Amerikaans-Haïtiaans model en activiste[61]
- Clemens Kortenbach (85), Nederlands schrijver en kunstcriticus[62]
- Thijs Kwakkernaat (73), Nederlands voetballer[63]
- Bertrand Lemennicier (76), Frans econoom[64]

### 17 december
- Enzio d'Antonio (94), Italiaans bisschop[65]
- Karin Balzer (81), (Oost-)Duits atlete[66]
- Conchita Berggraaf (45), Surinaams zangeres[67]
- Da Chen (57), Chinees auteur[68]

### 18 december
- Patxi Andión (72), Spaans singer-songwriter, muzikant en acteur[69]
- Claudine Auger (78), Frans actrice[70]
- Alain Barrière (84), Frans zanger[71]
- Herman Boone (84), Amerikaans American footballcoach[72]
- Karel Citroen (99), Nederlands Engelandvaarder[73]
- Ibrahim Diarra (36), Frans rugbyspeler[74]
- Kenny Lynch (81), Brits zanger, acteur en entertainer[75]
- Arty McGlynn (75), Iers gitarist[76]
- Abbey Simon (99), Amerikaans pianist[77]

### 19 december
- Jules Deelder (75), Nederlands dichter[78]
- Hans Keller (82), Nederlands journalist en programmamaker[79]
- Freek Neirynck (70), Belgisch journalist, schrijver en acteur[80]

### 20 december
- Junior Johnson (88), Amerikaans autocoureur en teameigenaar[81]
- Eduard Krieger (73), Oostenrijks voetballer[82]
- Roland Matthes (69), Duits zwemmer[83]
- Marko Orlandić (89), Montenegrijns en Joegoslavisch politicus[84]

### 21 december
- Stefan Angelov (72), Bulgaars worstelaar[85]
- Roger Goossens (93), Belgisch hockeyspeler[86]
- Martin Peters (76), Engels voetballer[87]
- Emanuel Ungaro (86), Frans modeontwerper[88]
- Chawwa Wijnberg (77), Nederlands dichter en beeldend kunstenaar[89]

### 22 december
- Georget Bertoncello (76), Belgisch voetballer[90]
- Tony Britton (95), Brits acteur[91]
- Ram Dass (88), Amerikaans spiritueel leraar en auteur[92]
- Fritz Künzli (73), Zwitsers voetballer[93]
- Duncan MacKay (82), Schots voetballer[94]

### 23 december
- Wander Bertoni (94), Oostenrijks beeldhouwer[95]
- David Foster (90), Amerikaans filmproducent[96]
- Ahmed Gaid Salah (79), Algerijns legerleider[97]

### 24 december
- Fred Emmer (85), Nederlands nieuwslezer[98]
- Geertje Kuijntjes (114), Nederlands supereeuweling[99]
- David Riley (59), Amerikaans basgitarist[100]
- Allee Willis (72), Amerikaans liedjesschrijfster[101]

### 25 december
- Dario Antoniozzi (96), Italiaans politicus[102]
- Ari Behn (47), Noors schrijver en (ex-)lid Noorse koningshuis[103]
- Táňa Fischerová (72), Tsjechisch actrice, schrijfster, politica en activiste[104]
- Lee Mendelson (86), Amerikaans tv-producent[105]
- Lucas Rive (57), Nederlands chef-kok[106]
- Peter Schreier (84), Duits tenor en dirigent[107]

### 26 december
- Philippe Blanchart (56), Belgisch politicus[108]
- Hans-Jörg Criens (59), Duits voetballer[109]
- Jerry Herman (88), Amerikaans componist en tekstdichter[110]
- Robert Kohnen (87), Belgisch organist en klavecinist[111]
- Sleepy LaBeef (84), Amerikaans zanger, muzikant en acteur[112]
- Sue Lyon (73), Amerikaans actrice[113]
- Toos Onderdenwijngaard (93), Nederlands concertpianiste[114]

### 27 december
- Remilia (24), Amerikaans gamer[115]
- Ilias Rosidis (92), Grieks voetballer[116]
- Art Sullivan (69), Belgisch zanger[117]

### 28 december
- Jean Blot (96), Russisch-Frans schrijver[118]
- Mirko Crepaldi (47), Italiaans wielrenner[119]
- Dieter Danzberg (79), Duits voetballer[120]
- Vilhjálmur Einarsson (85), IJslands atleet[121]
- Thanos Mikroutsikos (72), Grieks componist en politicus[122]
- Amy Patterson (107), Argentijns componiste en zangeres[123]
- Jos Roovers (61), Nederlands rugbyspeler[124]
- Erzsébet Szőnyi (95), Hongaars componiste[125]

### 29 december
- Alasdair Gray (85), Brits schrijver en kunstenaar[126]
- Bennie Hartelman (84), Nederlands motorcrosser[127]
- Neil Innes (75), Brits acteur, komiek en muzikant[128]
- Vaughan Oliver (62), Brits grafisch ontwerper[129]
- Erich Reusch (94), Duits architect, beeldhouwer en schilder[130]
- André Smets (76), Belgisch politicus[131]
- Manfred Stolpe (83), Duits politicus[132]
- Norma Tanega (80), Amerikaans singer-songwriter[133]
- Harry Villegas (79), Cubaans revolutionair[134]

### 30 december
- Jan Fedder (64), Duits acteur[135]
- Prospero Grech (94), Maltees kardinaal[136]
- Harry Kupfer (84), Duits operaregisseur[137]
- Syd Mead (86), Amerikaans industrieel vormgever[138]
- Gennadi Valjoekevitsj (61), Sovjet-Russisch/Wit-Russisch atleet[139]

### 31 december
- Daniel P. Biebuyck (94), Belgisch antropoloog[140]
- Vic Juris (66), Amerikaans jazzgitarist[141]
- Lex Lesgever (90), Nederlands schrijver[142]
- Jan van de Wint (91), Nederlands voetballer[143]

januari ·
februari ·
maart ·
april ·
mei ·
juni ·
juli ·
augustus ·
september ·
oktober ·
november ·
december
1900 ·
1901 ·
1902 ·
1903 ·
1904 ·
1905 ·
1906 ·
1907 ·
1908 ·
1909 ·
1910 ·
1911 ·
1912 ·
1913 ·
1914 ·
1915 ·
1916 ·
1917 ·
1918 ·
1919 ·
1920 ·
1921 ·
1922 ·
1923 ·
1924 ·
1925 ·
1926 ·
1927 ·
1928 ·
1929 ·
1930 ·
1931 ·
1932 ·
1933 ·
1934 ·
1935 ·
1936 ·
1937 ·
1938 ·
1939 ·
1940 ·
1941 ·
1942 ·
1943 ·
1944 ·
1945 ·
1946 ·
1947 ·
1948 ·
1949 ·
1950 ·
1951 ·
1952 ·
1953 ·
1954 ·
1955 ·
1956 ·
1957 ·
1958 ·
1959 ·
1960 ·
1961 ·
1962 ·
1963 ·
1964 ·
1965 ·
1966 ·
1967 ·
1968 ·
1969 ·
1970 ·
1971 ·
1972 ·
1973 ·
1974 ·
1975 ·
1976 ·
1977 ·
1978 ·
1979 ·
1980 ·
1981 ·
1982 ·
1983 ·
1984 ·
1985 ·
1986 ·
1987 ·
1988 ·
1989 ·
1990 ·
1991 ·
1992 ·
1993 ·
1994 ·
1995 ·
1996 ·
1997 ·
1998 ·
1999 ·
2000 ·
2001 ·
2002 ·
2003 ·
2004 ·
2005 ·
2006 ·
2007 ·
2008 ·
2009 ·
2010 ·
2011 ·
2012 ·
2013 ·
2014 ·
2015 ·
2016 ·
2017 ·
2018 ·
2019 ·
2020 ·
2021 ·
2022 ·
2023 ·
2024 ·
2025